# Viehmarkt von Sonpur
Der Viehmarkt in Sonpur, auch Sonpur Mela oder Harihar Kshetra Mela, ist die größte Viehmesse in Asien und beginnt alljährlich am Vollmondtag in den Monaten November und Dezember in Sonpur, Bihar. Er dauert normalerweise zwischen fünfzehn Tagen und einem Monat. Die Sonpur Mela zieht Händler aus dem weiten Umkreis wie Tamil Nadu und Delhi an.

## Geschichte

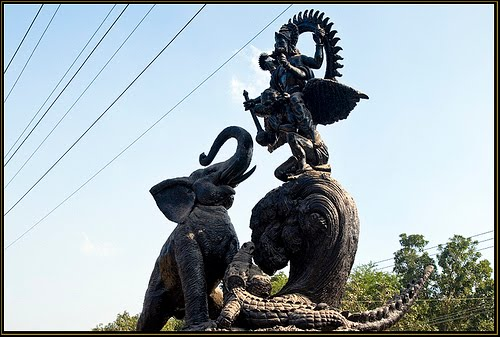
Vishnu mit Gaj und Grah (Krokodil)

Ursprünglich war der Markt in Hajipur und nur die Puja fand im Harihar Nath-Tempel von Sonpur statt. Unter der Herrschaft des Mogulkaisers Aurangzeb wurde der Markt jedoch nach Sonpur verlegt.  Der Tempel von Harihar Nath soll der Legende nach ursprünglich von Rama erbaut worden sein. In seiner heutigen Form wurde er von Raja Ram Narain in der späten Mogulzeit erbaut.
Da der Viehmarkt in Sonpur am Zusammenfluss der heiligen Flüsse Ganges und Gandak liegt, betrachten die Hindus ihn als heiligen Ort. Neben dem Marktbesuch nehmen viele beim Zusammenfluss ein Bad und besuchen den Vishnu-Tempel Harihar Nath.

## Handel

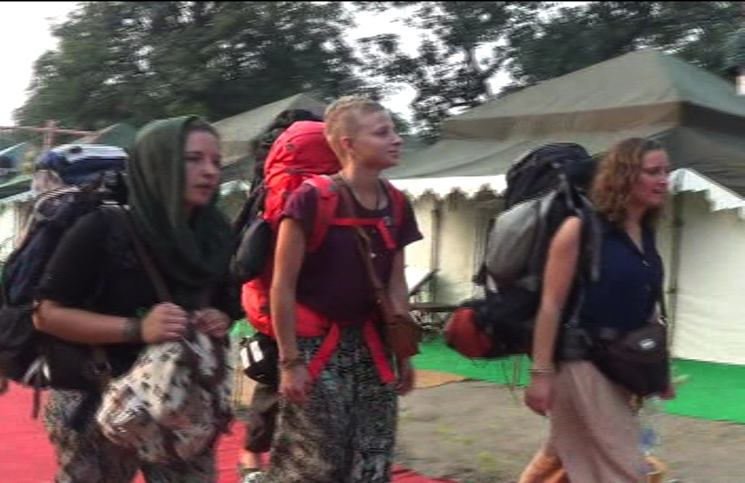
Touristen auf der Sonpur Mela

Auf der Sonpur Mela werden zahlreiche Nutztiere gehandelt: Hunde, Büffel, Esel, Ponys, persische Pferde, Kaninchen, Ziegen und gelegentlich sogar Kamele. Es werden verschiedene Vogel- und Geflügelarten angeboten. Auf dem Haathi-Basar werden Elefanten ausgestellt. 2016 wurden 13 Elefanten ausgestellt. An zahlreichen Stände findet man eine große Auswahl an Waren, von Kleidung über Waffen und Möbel bis hin zu Spielzeug, Gebrauchsgegenstände und landwirtschaftliche Geräte, Schmuck und Kunsthandwerk.

## Informationen
| 2001 | 92  | 15 035 | 100 000 |
| 2004 | 354 | 15 035 | 132 754 |
| 2007 | 77  | 8 580  | 8 186   |
| 2014 | 39  | 5 580  | 100 000 |
| 2015 | 17  | 4 580  | 100 000 |
| 2016 | 13  | 4 020  | 100 000 |
| 2017 | 3   | 5 400  | 100 000 |

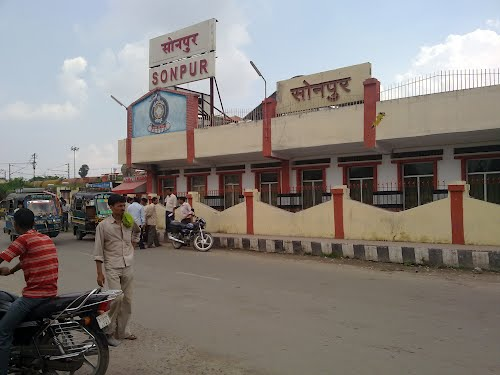
Bahnhof Sonpur

2018 begann der Markt am 21. November und dauerte bis zum 22. Dezember. Sonpur ist mit der Eisenbahn erreichbar.